# Baima jezik
Baima jezik (ISO 639-3: bqh), jedan od tri neklasificirana himalajska jezika kojim govori 11 000 ljudi (EDCL 1991) u kineskim provincijama Sichuan (okruzi Pingwu, Nanping i Songpan) i Gansu, u okrugu Wen. 
Postoje dijalekti: južni baima (pingwu baima), sjeverni baima (wen baima) i zapadni baima (nanping baima). Etnički imaju drugačiji identitet od ostalih Tibetanaca. Oko 1 0000 Baima govori isključivo kineski jezik, koji se uči i u školama.

## Vanjske poveznice
- Ethnologue (14th)
- Ethnologue (15th)